# 배다빈
배다빈(裴多彬, 1993년 12월 24일~)은 대한민국의 배우, 모델이다.

## 생애
1993년 12월 24일 충청북도 청주시 흥덕구 복대동에서 2남 4녀 중 둘째로 출생한 그는 본관은 성주이고 종교는 성공회이며 2013년 뮤직비디오 인피니트 - 〈Request〉를 통해 연예계에 데뷔하였고 2015년 광고 YBM - 토익에 관한 모든 것 편을 통해 모델로 데뷔하였으며 2016년 네이버TV 드라마 《바나나 액츄얼리 2》 (웹 드라마)를 통해 배우로 데뷔하였다.
그룹 베리베리 멤버 호영의 누나이기도 하다.
대표 작품으로는 2018년 JTBC 드라마 《내 아이디는 강남미인》, 2019년 TvN 드라마 《아스달 연대기》, 2020년 SBS 드라마 《브람스를 좋아하세요?》, 2021년 넷플릭스 드라마 《좋아하면 울리는》 (웹 드라마), 2022년 KBS 2TV 드라마 《현재는 아름다워》, 2023년 디즈니+ 드라마 《한강》 (웹 드라마) 등이 있다.

## 출연 작품

### 드라마
| 연도 | 방송사   | 제목                          | 역할         | 비고   |
| ---- | -------- | ----------------------------- | ------------ | ------ |
| 2016 | 네이버TV | 바나나 액츄얼리 2 (웹 드라마) | 다빈         | 12부작 |
| 2018 | SBS      | 키스 먼저 할까요              | 아르바이트녀 | 40부작 |
| 2018 | KBS 2TV  | 추리의 여왕 2                 | 김한나       | 16부작 |
| 2018 | JTBC     | 내 아이디는 강남미인          | 권윤별       | 16부작 |
| 2018 | MBC      | 나쁜 형사                     | 신가영       | 32부작 |
| 2019 | TvN      | 아스달 연대기                 | 미루솔       | 18부작 |
| 2020 | SBS      | 브람스를 좋아하세요?          | 강민성       | 16부작 |
| 2020 | JTBC     | 경우의 수                     | 권유라       | 16부작 |
| 2021 | 넷플릭스 | 좋아하면 울리는 2 (웹 드라마) | 온순         | 6부작  |
| 2022 | KBS 2TV  | 현재는 아름다워               | 현미래       | 50부작 |
| 2023 | 디즈니+  | 한강(디즈니+)                 | 도나희       | 6부작  |

### 영화
| 연도 | 제목          | 역할          | 감독   | 비고 |
| ---- | ------------- | ------------- | ------ | ---- |
| 2019 | 뷰티풀 보이스 | 제시카        | 김선웅 |      |
| 2021 | 파이프라인    | 카운터 송은주 | 유하   |      |

### 예능
| 연도 | 방송사         | 제목              | 역할   | 기간                  | 비고 |
| ---- | -------------- | ----------------- | ------ | --------------------- | ---- |
| 2016 | 아리랑국제방송 | 쇼비즈 코리아     | 진행자 | 2016.09.05~2017.01.29 |      |
| 2021 | MBC            | 전지적 참견 시점  | 출연자 | 2021.05.22            |      |
| 2022 | KBS 2TV        | 옥탑방의 문제아들 | 게스트 | 2022.03.29            |      |
| 2022 | MBC            | 나 혼자 산다      | 게스트 | 2022.11.18            |      |
| 2023 | MBC            | 나 혼자 산다      | 게스트 | 2023.01.27            |      |

### 뮤직비디오
| 연도 | 가수명         | 노래명           | 공동 출연 | 비고 | 출처 |
| ---- | -------------- | ---------------- | --------- | ---- | ---- |
| 2013 | 인피니트       | Request          |           |      | 보기 |
| 2013 | 하현곤         | 미쳤었나봐       |           |      | 보기 |
| 2014 | 일렉트로보이즈 | 뱅뱅사거리       |           |      | 보기 |
| 2014 | 노형우         | 짧은 여행처럼    |           |      |      |
| 2014 | 김범수         | 눈물나는 내 사랑 |           |      | 보기 |
| 2016 | 벤             | 안 괜찮아        |           |      | 보기 |
| 2017 | 스무살         | 걔 말고          |           |      | 보기 |
| 2019 | 부활           | 그림             |           |      | 보기 |

### 광고
| 연도 | 광고주           | 브랜드                                                                         | 종류        | 공동 출연   | 출처 |
| ---- | ---------------- | ------------------------------------------------------------------------------ | ----------- | ----------- | ---- |
| 2015 | YBM              | YBM - 토익에 관한 모든 것 편                                                   | 온라인 강의 | 에일리      | 보기 |
| 2015 | YBM              | YBM - 토익에 관한 모든 것 편                                                   | 온라인 강의 | 에일리      | 보기 |
| 2015 | 아모레퍼시픽     | 이니스프리 플레이그린 - 지구를 위한 놀이 편                                    | 화장품      |             | 보기 |
| 2015 | 나이키코리아     | 너를 외쳐봐 - 이영표 편                                                        | 운동복      | 이영표      |      |
| 2015 | 유한킴벌리       | 크리넥스 드라이셀 핸드타올 - 레스토랑 편                                       | 휴지        |             | 보기 |
| 2015 | 유한킴벌리       | 크리넥스 드라이셀 핸드타올 - 병원 편                                           | 휴지        |             | 보기 |
| 2015 | 유한킴벌리       | 크리넥스 드라이셀 핸드타올 - 빌딩 편                                           | 휴지        |             | 보기 |
| 2015 | 유한킴벌리       | 크리넥스 드라이셀 핸드타올                                                     | 휴지        |             | 보기 |
| 2015 | YBM              | YBM - 토익에게 물어봐 편                                                       | 온라인 강의 | 에일리      | 보기 |
| 2015 | YBM              | YBM - 토익에게 물어봐 편                                                       | 온라인 강의 | 에일리      | 보기 |
| 2015 | KT               | 올레 GiGA 헬스 - 건강 편                                                       | 유선 통신   |             | 보기 |
| 2016 | 삼천리자전거     | 아팔란치아 XRS 블랙 - 감각도 실력이다 편                                       | 자전거      | 류준열      | 보기 |
| 2016 | 삼천리자전거     | 아팔란치아 XRS 블랙 - 이것이 로드 스타일 편                                    | 자전거      | 류준열      | 보기 |
| 2016 | 삼천리자전거     | 아팔란치아 XRS 블랙 - 이것이 로드 스타일 편                                    | 자전거      | 류준열      | 보기 |
| 2016 | 삼천리자전거     | 아팔란치아 XRS 블랙 - 이것이 로드 스타일 편                                    | 자전거      | 류준열      | 보기 |
| 2016 | 삼천리자전거     | 아팔란치아 XRS 블랙 - 절망하지 마라 편                                         | 자전거      | 류준열      | 보기 |
| 2016 | 더바디샵         | 화이트 머스크 - 공유가 끌어안은 향기 편                                        | 화장품      | 공유        | 보기 |
| 2016 | KFC              | 핫 징거버거 - 마일드 핫 징거 편                                                | 패스트 푸드 |             | 보기 |
| 2016 | KFC              | 핫 징거버거 - 와일드 핫 징거 편                                                | 패스트 푸드 |             | 보기 |
| 2016 | KFC              | 핫 징거버거 - 취향저격 스파이시 편                                             | 패스트 푸드 |             | 보기 |
| 2017 | 삼성물산         | 에버랜드 - 끝 없는 공포, 에버랜드 블러드 시티! 편                              | 테마파크    |             | 보기 |
| 2017 | KT               | KT - 갤럭시 노트 8하세요 편                                                    | 이동 통신   |             | 보기 |
| 2017 | 맥도날드         | 행복의 나라 메뉴 - 하루종일 특별한 가격 편                                     | 패스트 푸드 |             | 보기 |
| 2018 | LG생활건강       | 숨 37 로시크숨마                                                               | 화장품      | 이종석      | 보기 |
| 2018 | 삼성화재해상보험 | 삼성화재해상보험 - 생활안전 편                                                 | 손해보험    | 정해인      | 보기 |
| 2018 | 동서식품         | 맥심 아이스 - 해변이니까 아이스커피 편                                         | 커피        | 헨리 이나영 | 보기 |
| 2018 | 동서식품         | 맥심 아이스                                                                    | 커피        | 헨리 이나영 | 보기 |
| 2018 | SK텔레콤         | SK텔레콤 0 브랜드 필름 - 더 빛나는 0 편                                        | 이동 통신   |             | 보기 |
| 2018 | 농심켈로그       | 그래놀라                                                                       | 시리얼      |             |      |
| 2019 | DB손해보험       | 다이렉트톡 자동차보험 - 카톡 가입 편                                           | 손해보험    | 윤아        | 보기 |
| 2019 | DB손해보험       | 다이렉트톡 자동차보험 - 카톡 가입 편                                           | 손해보험    | 윤아        | 보기 |
| 2020 | 농심             | 신라면 건면 슬기로운 건면생활 - 가벼움에 간편함을 더하다! 신라면 건면 사발! 편 | 컵라면      | 김지원      | 보기 |
| 2020 | LG전자           | LG 디오스 김치톡톡 - 냉기 테크놀로지 편                                        | 김치냉장고  |             | 보기 |
| 2020 | LG전자           | LG 디오스 김치톡톡 - 냉기 테크놀로지 편                                        | 김치냉장고  | 보기        |      |
| 2020 | 신영증권         | 패밀리 헤리티지 서비스 - 프리 런칭 편                                          | 증권회사    |             | 보기 |
| 2021 | KB국민카드       | 해피포인트 해피리워드카드 - 티저 편                                            | 신용카드    |             | 보기 |
| 2021 | KB국민카드       | 해피포인트 해피리워드카드 - 파바 편                                            | 신용카드    |             | 보기 |
| 2021 | KB국민카드       | 해피포인트 해피리워드카드 - 파바 편                                            | 신용카드    |             | 보기 |
| 2021 | KB국민카드       | 해피포인트 해피리워드카드                                                      | 신용카드    |             | 보기 |
| 2021 | SM C&C           | 앰플 브라운                                                                    | 비누        |             | 보기 |

## 수상 및 후보
| 연도 | 시상식       | 부문                        | 작품            | 결과 |
| ---- | ------------ | --------------------------- | --------------- | ---- |
| 2022 | KBS 연기대상 | 베스트 커플상 (With 윤시윤) | 현재는 아름다워 | 수상 |

## 가족 관계
- 남동생 : 호영 (1998년 8월 10일 ~ )